# الانتخابات العامة الإسبانية نوفمبر 2019
الانتخابات العامة الإسبانية لنوفمبر 2019 أجريت في 10 نوفمبر 2019 لانتخاب الهيئة التشريعية للولاية التشريعية الرابعة عشر، في المرحلة الديمقراطية، لانتخاب 350 نائبا برلمانيا (أعضاء الكورتيس، الغرفة السفلى للبرلمان) و208 من أصل 265 سيناتورا (مجلس الشيوخ). هي الانتخابات العامة السادسة عشر في تاريخ الديمقراطية الإسبانية، ورابع استحقاق انتخابي تشريعي عام في عهد الملك فيليبي السادس. هي ثاني انتخابات عامة تنظم في سنة 2019 بعد استحالة تشكيل حكومة على ضوء نتائج انتخابات أبريل 2019 العامة والمشاورات السياسية التي تلتها، وهي رابع انتخابات عامة تجرى خلال أقل من أربع سنوات.

## أهم النتائج
- تراجع نسبة المشاركة مقارنة بانتخابات أبريل 2019، حيث بلغت 69.87%،أي بتراجع 1.9%.
- الحزب الاشتراكي يؤكد مكانته كأول قوة سياسية ب120 مقعدا في الكورتيس (-3 مقاعد مقارنة بأبريل 2019) دون أن يتمكن من بلوغ الأغلبية المطلقة.
- أونيداس بوديموس، الحزب اليساري الثاني في المشهد السياسي الإسباني، يفقد 7 مقاعد ويحصل على 35 مقعدا.
- الحزب الشعبي، اليميني، يربح 22 مقعدا إضافيا ويحافظ على مكانته كثاني قوة سياسية ب88 مقعدا.
- صعود قوي لحزب أقصى اليمين فوكس، الذي ربح 28 مقعدا إضافيا ليتبوأ المكانة الثالثة في المشهد السياسي، متجاوزا بوديموس.
- الانحدار الكبير لحزب سيودادانوس، الذي فقد 47 مقعدا وأصبح ممثلا فقط بعشرة نواب، أي بتمثيلية أقل حتى من الأحزاب الجهوية.
- اليسار الجمهوري الكاتالوني يحافظ على مرتبته كأول قوة سياسية في كتالونيا ويصبح خامس قوة سياسية في الكورتيس ب 13 مقعدا.
- أكثر من نصف المقاعد الممثلة لكتالونيا عادت للأحزاب السيادية، أي المؤيدة لاستقلال كتالونيا.

## النظام الانتخابي
النظام التشريعي الإسباني مشكل من غرفتين: الكورتيس (مجلس النواب أو الغرفة السفلى) ومجلس الشيوخ (الغرفة العليا). يمتلك الكورتيس سلطات أهم بكثير من مجلس الشيوخ، بحيث يمثل السلطة التشريعية الأساسية والسلطة المنصبة للحكومة (أو الساحبة للثقة) كما يملك حق نقض قرارات مجلس الشيوخ.

### مجلس النواب
- تم انتخاب 350 عضوا بالاقتراع العام المباشر، ممثلين ل 350 دائرة انتخابية. الدوائر موزعة على أقاليم (Provincias) إسبانيا الخمسين بحصة مقعدين لكل إقليم، توزع ال 248 مقعدا المتبقية على الأقاليم باعتبار ثقلها السكاني، مع تخصيص سبتة ومليلية، المدينتين الذاتيتي التسيير، بنظام خاص: مقعد لكل مدينة مع نظام اقتراع إسمي أحادي أغلبي.
- نظام الاقتراع المعتمد هو طريقة هوندت مع اعتماد نظام اللائحة بالتمثيلية النسبية مع اعتبار 3% كعتبة دنيا للأصوات المقبولة لكل لائحة.

### مجلس الشيوخ
- 208 عضوا يتم انتخابهم بطريقة لوائح إسمية (لا وجود للوائح الحزبية) بالاقتراع العام المباشر.
- يختلف عدد المقاعد المخصصة بين الأقاليم القارية والأقاليم الجزرية (الباليار والخالدات) وسبتة ومليلية.
- المقاعد 57 المتبقية يتم تعيينها من طرف المقاطعات المستقلة. هذه الأخيرة لديها الحق في إضافة مقعد إضافي لكل مليون نسمة.

تجدر الإشارة إلى أن النظام الانتخابي الإسباني يسمح للتحالفات السياسية بين تيارات وأحزاب مختلفة بتقديم لوائح مشتركة (حالة أونيداس بوديموس مثلا).

توزيع مقاعد غرفتي البرلمان الإسباني المتنافس عليها في انتخابات نونبر 2019
مقاعد مجلس النواب
مقاعد مجلس الشيوخ

## سياق الانتخابات
هذه الانتخابات سابقة لأوانها وأقيمت ثلاث سنوات ونصف قبل انقضاء الولاية التشريعية الثالثة عشر. في 24 شتنبر 2019، وبعد انقضاء المدة الدستورية لتشكيل الحكومة، قام ملك إسبانيا، بعد الإذن الدستوري لرئيسة مجلس النواب الإسباني، ميريتشيل باتيت، بحل البرلمان والدعوة إلى إجراء انتخابات عامة. تميزت الفترة بين أبريل ونونبر 2019 بأحداث مهمة في المشهد السياسي الإسباني:
- خروج تيارات من أونيداس بوديموس: في بداية سنة 2019، أسس إنييغو إيريخون، أحد قادة أونيداس بوديموس السابقين، تيارا سياسيا جديدا، تقدم لهذه الانتخابات، متحالفا مع تيارات أخرى من أقصى اليسار، في لائحة ماس باييس - بلد أكثر (Más País). هذا التيارأكثر قربا من الناشطين البيئيين (Equo)[3] ومن الحركات اليسارية السيادية لمقاطعات أرغون وبلنسية (Compromís). حقق التحالف مقعدين في انتخابات نونبر 2019.[4]
- نقل رفات فرانكو: بعد مسلسل طويل من التقاطبات والنقاش السياسي والمطالبات بمحو رموز المرحلة الفرانكوية من إسبانيا، أقرت المحكمة العليا الإسبانية، في شتنبر 2019، إذنها بنقل رفات فرانثيسكو فرانكو من ضريحه في وادي الشهداء.[5] هذه المعركة القانونية والرمزية ظلت محتدمة لسنوات وخلقت تقاطبا بين محور اليساريين والجمهوريين والسياديين الجهويين من جهة والوطنيين اليمينيين من جهة أخرى. في يونيو 2018، قرر بيدرو سانشيث تفعيل قرار النقل إلا أن التعرضات القانونية لعائلة فرانكو والتيارات اليمينية وقفت دون ذلك. اعتبر الملاحظون السياسيون بأن هذا الحدث سيؤثر بطريقة حادة على انتخابات نونبر 2019 بدفع الناخبين اليمينيين إلى تطرف أكثر وحصد يسار الوسط لأصوات أقصى اليسار.[6][7]
- أزمة كتالونيا: في 13 أكتوبر 2019 أصدرت المحكمة العليا الإسبانية حكما بالسجن النافذ في حق مجموعة من السياسيين الكتالونيين المتهمين بالعصيان المؤسساتي والدستوري واستعمال المال العام في تمويله. تراوحت الأحكام بالسجن بين 9 و13 سنة.[8] هذا الحكم خلق تصعيدا جديدا في مسلسل الأزمة السياسية الكاتالونية، التي انطلقت منذ تنظيم المؤسسات الكتالونية لاستفتاء تقرير مصير بطريقة أحادية سنة 2017، وأدى إلى استمرار الاضطراب السياسي في كتالونيا، بفعل استمرار الاحتجاجات وتصاعد حدتها. من التأثيرات المهمة لهذا التصعيد، تزايد القاعدة الانتخابية لليمين واندحار سيودادانوس في كتالونيا التي تعرف تجذرا إضافيا لأصواتها الانتخابية اتجاه الائتلافات السيادية المطالبة بالاستقلال.[9]

## المشاركة
| مقاطعة مستقلة - مدينة مستقلة     | الساعة من يوم 10 نونبر 2019 | الساعة من يوم 10 نونبر 2019 | الساعة من يوم 10 نونبر 2019 | الساعة من يوم 10 نونبر 2019 | الساعة من يوم 10 نونبر 2019 | الساعة من يوم 10 نونبر 2019 | التغير |
| مقاطعة مستقلة - مدينة مستقلة     | 14:00                       | 14:00                       | 18:00                       | 18:00                       | 20:00                       | 20:00                       | التغير |
| مقاطعة مستقلة - مدينة مستقلة     | أبريل 2019                  | نونبر 2019                  | أبريل 2019                  | نونبر 2019                  | أبريل 2019                  | نونبر 2019                  | التغير |
| -------------------------------- | --------------------------- | --------------------------- | --------------------------- | --------------------------- | --------------------------- | --------------------------- | ------ |
| الأندلس                          | 38,94%                      | 35,80%                      | 57,23%                      | 54,85%                      | 73,31%                      | 68,25%                      | 5,06%- |
| أراغون                           | 44,65%                      | 41,18%                      | 62,30%                      | 57,92%                      | 77,62%                      | 71,50%                      | 6,12%- |
| أستورياس                         | 40,15%                      | 34,42%                      | 58,67%                      | 53,50%                      | 73,35%                      | 65,48%                      | 7,87%- |
| جزر البليار                      | 38,10%                      | 30,95%                      | 54,42%                      | 47,40%                      | 67,58%                      | 58,71%                      | 8,87%- |
| جزر الخالدات                     | 30,72%                      | 27,08%                      | 51,00%                      | 44,36%                      | 68,14%                      | 60,46%                      | 7,68%- |
| كانتابريا                        | 43,12%                      | 39,12%                      | 63,64%                      | 59,28%                      | 78,09%                      | 70,83%                      | 7,26%- |
| قشتالة وليون                     | 41,80%                      | 37,29%                      | 61,99%                      | 56,71%                      | 78,24%                      | 71,37%                      | 6,87%- |
| قشتالة والمنشف                   | 42,71%                      | 38,07%                      | 62,35%                      | 57,44%                      | 78,02%                      | 71,36%                      | 6,66%- |
| كتالونيا                         | 43,52%                      | 40,59%                      | 64,20%                      | 59,88%                      | 77,58%                      | 72,17%                      | 5,41%- |
| إكستريمادورا                     | 42,86%                      | 37,17%                      | 60,21%                      | 54,41%                      | 76,31%                      | 69,12%                      | 7,19%- |
| غاليسيا                          | 36,97%                      | 31,96%                      | 58,91%                      | 53,26%                      | 73,97%                      | 66,62%                      | 7,35%- |
| لاريوخا                          | 44,67%                      | 40,42%                      | 61,51%                      | 57,45%                      | 78,11%                      | 71,27%                      | 6,84%- |
| مدريد                            | 43,61%                      | 40,98%                      | 65,10%                      | 61,52%                      | 79,75%                      | 74,54%                      | 5,21%- |
| مرسية                            | 43,41%                      | 39,01%                      | 61,75%                      | 57,88%                      | 75,69%                      | 69,99%                      | 5,70%- |
| نبارة                            | 43,79%                      | 39,38%                      | 60,89%                      | 56,46%                      | 76,29%                      | 69,21%                      | 7,08%- |
| بلنسية                           | 45,87%                      | 42,51%                      | 61,64%                      | 59,97%                      | 76,34%                      | 71,74%                      | 4,60%- |
| بلاد الباسك                      | 41,75%                      | 40,18%                      | 60,05%                      | 57,60%                      | 74,52%                      | 68,91%                      | 5,61%- |
| سبتة                             | 30,47%                      | 27,27%                      | 48,84%                      | 43,77%                      | 63,97%                      | 56,16%                      | 7,81%- |
| مليلية                           | 28,14%                      | 24,61%                      | 45,44%                      | 38,98%                      | 63,05%                      | 57,12%                      | 5,93%- |
| المجموع                          | 41,49%                      | 37,92%                      | 60,74%                      | 56,86%                      | 75,75%                      | 69,87%                      | 5,88%- |
| المصدر: وزارة الداخلية الإسبانية |                             |                             |                             |                             |                             |                             |        |

## التائج المفصلة

### مجلس النواب
| الحزب - التحالف                                          | التموقع الساسي                  | مرشح رئاسة الحكومة | الأصوات | نسبة الأصوات (%) | المقاعد |
| -------------------------------------------------------- | ------------------------------- | ------------------ | ------- | ---------------- | ------- |
| الحزب الاشتراكي العمالي (PSOE)                           | يسار وسط                        | بيدرو سانشيث       | 6752983 | 28               | 120     |
| الحزب الشعبي (PP)                                        | يمين وسط                        | بابلو كاسادو       | 5019869 | 20.82            | 88      |
| فوكس (Vox)                                               | أقصى اليمين                     | سانتياغو أباسكال   | 3640063 | 15.09            | 52      |
| أونيداس بوديموس (UP)                                     | أقصى اليسار                     | بابلو إيغليسياس    | 2364192 | 9.8              | 26      |
| اليسار الجمهوري لكتالونيا - السياديون (ERC-SOBIRANISTES) | يسار جمهوري - سياديون           | غابرييل روفيان     | 875750  | 3.63             | 13      |
| مواطنون (Cs)                                             | يمين وسط                        | ألبير ريفيرا       | 1637540 | 6.79             | 10      |
| موحدون من أجل كتالونيا (JxCAT-JUNTS)                     | يمين وسط - سياديون كتالانيون    | لاورا بوراس        | 527375  | 2.19             | 8       |
| جميعا نستطيع (En Comú Podem)                             | يسار - سياديون كتالانيون        | جاومة أسينس        | 546733  | 2.27             | 7       |
| الحزب الوطني الباسكي (EAJ-PNV)                           | يمين وسط - سياديون باسكيون      | أيطور إيستيبان     | 377423  | 1.57             | 7       |
| تحالف أقصى اليسار الباسكي (EH BILDU)                     | أقصى اليسار - سياديون باسكيون   | ميرتشي آيتسبوروا   | 276519  | 1.15             | 5       |
| بلد أكثر (MÁS PAÍS-EQUO)                                 | أقصى اليسار                     | إينييغو إيريخون    | 326666  | 1.35             | 2       |
| تحالف الوحدة الشعبية من أجل القطيعة (CUP-PR)             | أقصى اليسار - سياديون كتالانيون | ميريا فيهي         | 244754  | 1.01             | 2       |
| جميعا متحدات نستطيع (EN COMÚN-UNIDAS PODEMOS)            | أقصى اليسار - سياديون غاليسيون  | يولاندا دياث       | 182260  | 0.77             | 2       |
| نبارة تكبر (NA+)                                         | يمين                            | سيرخيو ساياس       | 98448   | 0.41             | 2       |
| تحالف جزر الخالدات الجديدة (CCa-PNC-NC)                  | يمين وسط - سياديو جزر الخالدات  | أنا أوراماس        | 123981  | 0.51             | 2       |
| مزيدا من التوافق (MÉS COMPROMÍS)                         | يسار - سياديون بلنسيون          | جوان بالدوفي       | 175092  | 0.73             | 1       |
| الكتلة القومية الغاليسية (BNG)                           | أقصى اليسار - سياديون غاليسيون  | نيسطور ريغو        | 119597  | 0.5              | 1       |
| الحزب الجهوي لكانتابريا (PRC)                            | يمين وسط                        | هوسي ماريا ماثون   | 68580   | 0.28             | 1       |
| تيرويل موجودة! (¡TERUEL EXISTE!)                         | وسط                             | توماس غيطارتي      | 19696   | 0.08             | 1       |
| أصوات بيضاء                                              | -                               | -                  | 216515  | 0.9              | -       |

### مجلس الشيوخ
| الحزب - التحالف                                          | التموقع الساسي                | المقاعد |
| -------------------------------------------------------- | ----------------------------- | ------- |
| الحزب الاشتراكي العمالي (PSOE)                           | يسار وسط                      | 92      |
| الحزب الشعبي (PP)                                        | يمين وسط                      | 84      |
| اليسار الجمهوري لكتالونيا - السياديون (ERC-SOBIRANISTES) | يسار جمهوري - سياديون         | 11      |
| الحزب الوطني الباسكي (EAJ-PNV)                           | يمين وسط - سياديون باسكيون    | 9       |
| موحدون من أجل كتالونيا (JxCAT-JUNTS)                     | يمين وسط - سياديون كتالانيون  | 3       |
| نبارة تكبر (NA+)                                         | يمين                          | 2       |
| تيرويل موجودة! (¡TERUEL EXISTE!)                         | وسط                           | 2       |
| فوكس (Vox)                                               | أقصى اليمين                   | 2       |
| التجمع الاشتراكي لجزيرة لاغوميرا (ASG)                   | يسار وسط                      | 1       |
| تحالف أقصى اليسار الباسكي (EH BILDU)                     | أقصى اليسار - سياديون باسكيون | 1       |